# Katholieke Kerk in Jordanië

Jordanië

De Katholieke Kerk in Jordanië maakt deel uit van de wereldwijde Katholieke Kerk, onder het leiderschap van de paus en de Curie.
In Jordanië wonen ongeveer 6% christenen, waaronder Melkitisch katholieken en katholieken.
Het Vicariaat Jordanië voor de katholieken van de Latijnse ritus valt onder het Latijns patriarchaat van Jeruzalem, dat momenteel vacant is.
De gelovigen van de Melkitische Grieks-Katholieke Kerk (ca. 31.000) ressorteren onder de eparchie van Petra, Philadelphia en geheel Transjordanië

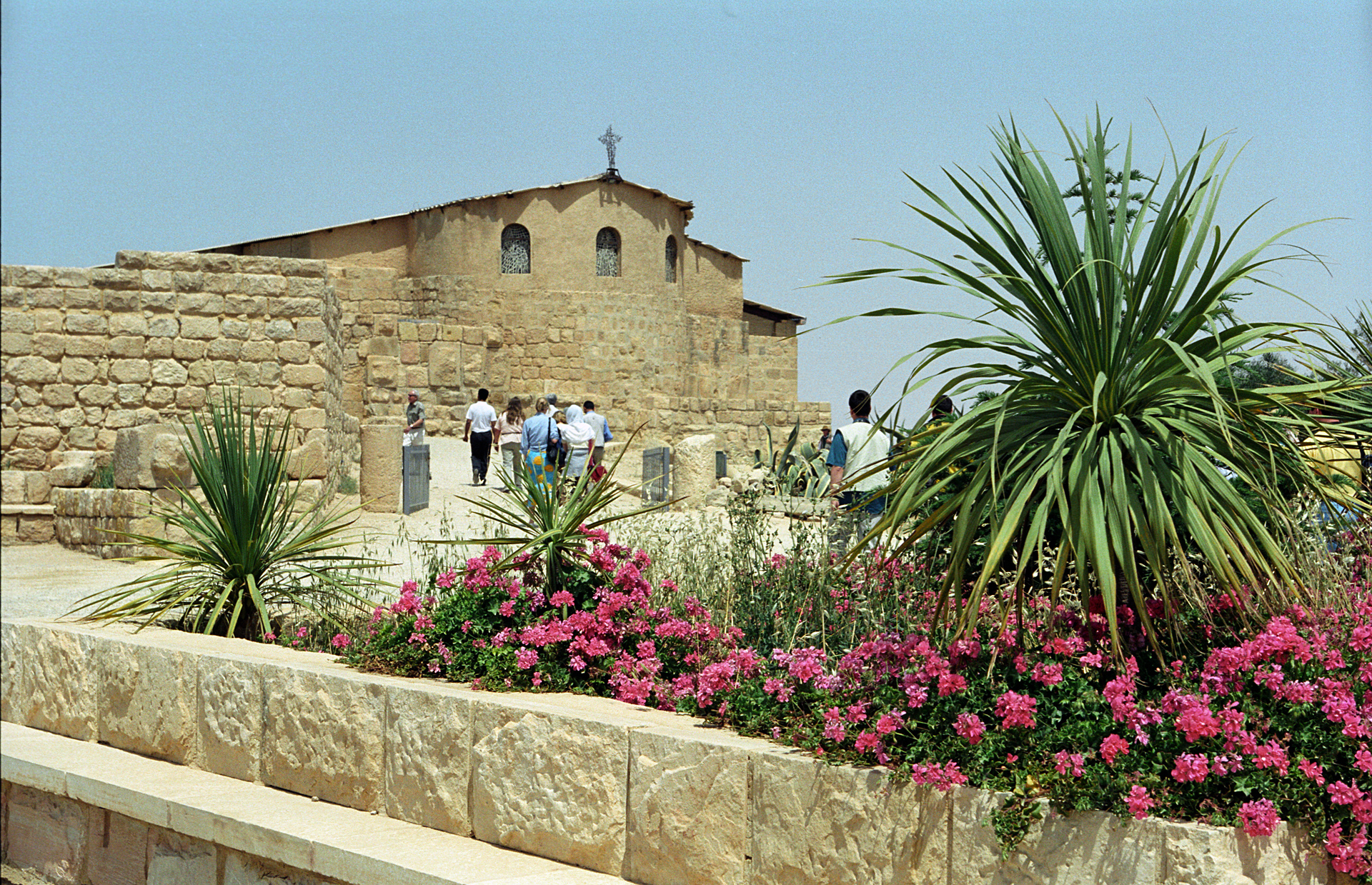
Herdenkingskerk van Mozes op de Neboberg

Paus Benedictus XVI bezocht Jordanië in mei 2009.
Hij bezocht er de Herdenkingskerk van Mozes op de Neboberg en daags daarna de plek bij de Jordaan waar Jezus door Johannes de Doper werd gedoopt. Daarna zette Benedictus zijn reis verder naar Israël.
Jordanië kent geen godsdienstvrijheid. Zo verbiedt de regering dat moslims zich bekeren tot het christendom.
Apostolisch nuntius voor Jordanië is sinds 21 januari 2023 aartsbisschop Giovanni Pietro Dal Toso, die tevens nuntius is voor Cyprus.